# Carlos Pio de Saboia
Carlos Pio de Sabóia, por vezes chamado de iuniore (Ferrara, 7 de abril de 1622 - Roma, 13 de fevereiro de 1689) foi um cardeal italiano, bispo-emérito de Ferrara e carmelengo da Igreja.

## Biografia
Era filho de Ascanio Pio de Saboia e Eleonora Mattei. Foi para Roma em 1639. Viajou pela Europa em 1641. Ingressou no exército de Ferrara com a patente de coronel do regimento para defender a sua soberania. Capturado pelos florentinos em Moncessino. Após a guerra, retornou a Roma, tornando-se Clérigo da Câmara Apostólica em 1650. Em 1652, torna-se Tesoureiro Geral de Sua Santidade.

## Cardinalato
Foi criado cardeal no consistório de 2 de março de 1654 pelo Papa Inocêncio X, recebendo o barrete cardinalício e o título de Cardeal-diácono de Santa Maria em Domnica em 23 de março. Em 1655, passou a ser bispo de Ferrara, sendo consagrado em 5 de setembro de 1655 pelo cardeal Giambattista Spada. Participa do Conclave de 1655, que elegeu o Papa Alexandre VII.
Resigna-se do governo episcopal em 1633. Em 1664, passa ao título de Santo Eustáquio em 11 de fevereiro. Participa do Conclave de 1667, que elegeu o Papa Clemente IX e do Conclave de 1669-1670, que elegeu o Papa Clemente X. Em 1667, passa a ordem dos cardeais-presbíteros, com o título de Santa Priscila. Assume como carmelengo da Santa Igreja, cargo exercido entre 1671 e 1672. Em 28 de janeiro de 1675, assume o título de São Crisógono. Participa do Conclave de 1676, que elegeu o Papa Inocêncio XI.
Em 1 de dezembro de 1681, passa ao título de Santa Maria em Trastevere. Passa a ordem de cardeais-bispos, assumindo a Sé Suburbicária de Sabina
Morreu em 13 de fevereiro de 1689, em Roma. Transferido para a igreja do Santíssimo Nome di Gesù, em Roma em 15 de fevereiro e o funeral realizou-se em 16 de fevereiro. Foi sepultado em 17 de fevereiro, na mesma igreja do túmulo de seu tio, o cardeal Carlos Emanuel Pio de Saboia.